# قلم تزریقی

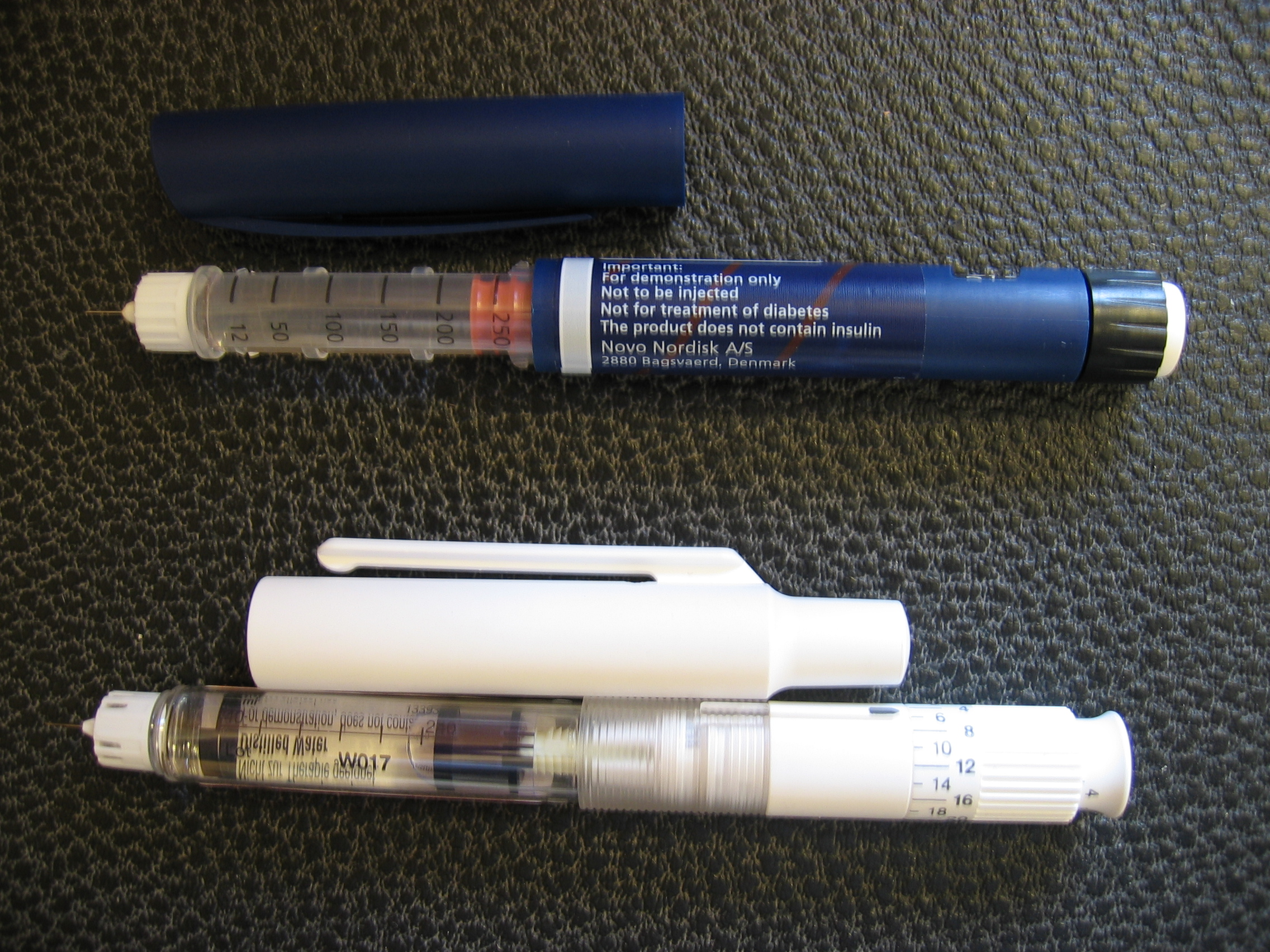
دو قلم تزریقی یکبار مصرف حاوی انسولین

قلم تزریقی (که به آن قلم دارو نیز گفته می‌شود) وسیله‌ای است که برای تزریق دارو به صورت زیرجلدی استفاده می‌شود.قلم‌های تزریقی اولین بار در دهه ۱۹۸۰ برای سهولت استفاده طراحی شدند و به این ترتیب میزان پایبندی بیمار افزایش یافت. تفاوت اصلی بین قلم‌های تزریقی با ویال و سرنگ‌های سنتی در استفاده آسان از قلم تزریقی توسط افرادی با مهارت کم، دارای ضعف بینایی یا افرادی که برای تجویز به موقع دارو نیاز به قابلیت حمل دارند، است. قلم‌های تزریقی همچنین ترس یا مشکلات ناشی از تزریق دارو به خود را کاهش می‌دهند؛ این امر احتمال مصرف دارو توسط فرد را افزایش می‌دهد.
از قلم‌های تزریقی معمولاً برای داروهایی استفاده می‌شود که در طی یک دوره نسبتاً کوتاه‌ ، به‌طور مکرر تزریق می‌شوند؛ به ویژه انسولین و آنالوگهای انسولین که در درمان دیابت استفاده می‌شوند (این موارد قلم انسولین نیز نامیده می‌شوند). بسیاری از داروهای دیگر نیز به صورت قلم‌های تزریقی در دسترس هستند؛ همچون سایر داروهای تزریقی دیابت، داروهای کلسترول بالا، پیشگیری از میگرن و سایر ( مثلا پادتن‌های مونوکلونال). مطالعات نشان داده‌ که قلم‌های تزریقی حداقل به اندازه تزریق ویال و سرنگ مؤثرند و نظرسنجی‌ها نیز نشان داده‌است که تعداد زیادی از افراد در صورت موجود بودن، قلم تزریقی را بر ویال و سرنگ ترجیح می‌دهند. پس از استقبال تدریجی در ایالات متحده، تجویز قلم‌های تزریقی از ویال و سرنگ انسولین در دیابت نوع ۲ پیشی گرفته‌است.

## تاریخچه
اولین قلم تزریقی ، سال ۱۹۸۵ توسط شرکت نوو نوردیسک برای تجویز محصولات انسولین معرفی شد. پس از آن، قلم‌های انسولین در ایالات متحده به رفته رفته مورد استقبال قرار گرفتند. در سال ۱۹۹۹ فقط ۲٪ انسولین از طریق قلم تزریق می‌شد. مانع عمده در برابر پذیرش این شکل دارو در ایالات متحده افزایش هزینه‌های اولیه قلم‌های انسولین در مقایسه با روش‌های تزریق سنتی بود. طی مطالعاتی مشخص شد که هزینه بالای قلم انسولین با افزایش انطباق بیمار با درمان و کاهش هزینه‌های کلی مراقبت‌های بهداشتی جبران می‌شود. پس از آن، استقبال از این قلم‌ها در ایالات متحده شتاب گرفت. از لحاظ تاریخی، سوزن‌های قلم با طول ۱۲٫۷ میلی‌متر ساخته می‌شدند. با گذشت زمان، سوزن‌های طراحی شده برای قلم‌های انسولین کوتاه‌تر شدند و سوزنی به طول ۴ میلی‌متر برای اکثر افراد برای تجویز صحیح زیرجلدی، در نظر گرفته شد.
در سال ۱۹۸۹، یک شکل قلم تزریقی هورمون رشد انسانی در نیوزلند مجوز گرفت. در ایالات متحده، یک شکل قلم اکترئتید توسط FDA در سال ۲۰۲۰ تحت نام تجاری Byfenzia تأیید شد.

## طراحی

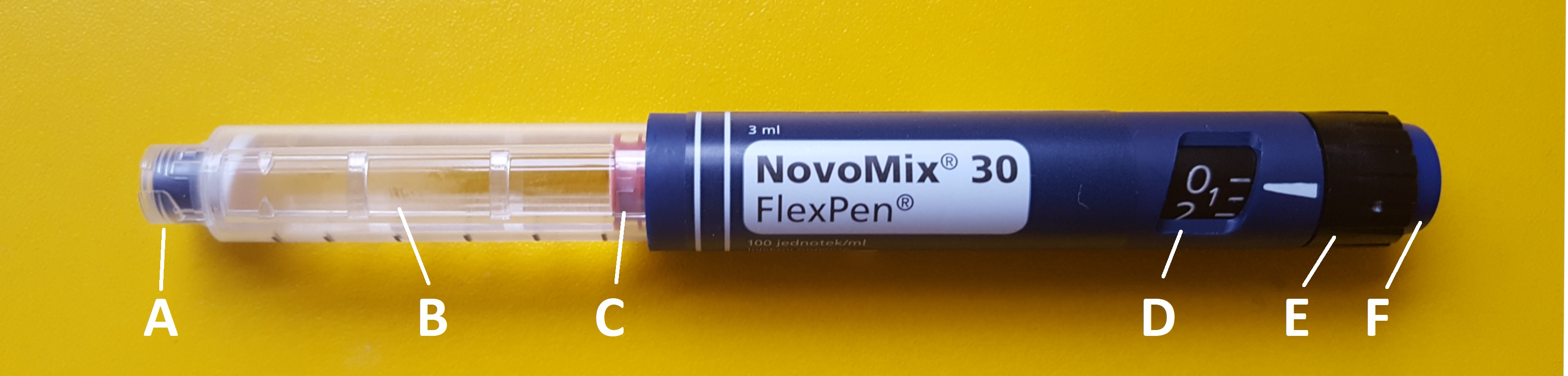
یک قلم انسولین با برچسب‌هایی به شرح زیر: A) نوک؛ B) محفظه دارو؛ C) پیستون D) نشانگر دوز؛ E) پیچ انتخاب دوز؛ F) دکمه پیستون

یک قلم تزریقی از یک محفظه یا کارتریج دارو، نوک لاستیکی جهت اتصال سوزن و پیستون یا پلانژر برای تزریق دوز تشکیل شده‌است. برخی از قلم‌ها، از جمله بیشتر قلم‌های انسولین، از یک پیچ تنظیم مدرج برای تعیین دوز تزریق، قبل از هر بار تجویز، برخوردارند. پیچ تنظیم مدرج نسبت به روش‌های تجویز سنتی همچون ویال و سرنگ، به ویژه برای دوزهای پایین انسولین، اندازه‌گیری دقیق‌تر دوز را امکان‌پذیر می‌کند. قلم‌های تزریقی که دارای پیچ تنظیم دوز هستند، ممکن است شامل صدای کلیک یا روش دیگری برای تأیید تنظیم دوز باشند.
برخی از قلم‌ها ممکن است دارای یک کارتریج پر از دارو باشند که پس از خالی شدن، قابلیت جایگزینی با کارتریج پر را دارند. به این ترتیب، قلم مجدداً قابل استفاده خواهد بود؛ در حالی که سایر قلم‌ها به صورت یکبار مصرف طراحی شده‌اند و پس از خالی شدن کارتریج دارو، دور انداخته می‌شوند. قلم‌های تزریقی‌ای که به صورت یکبار مصرف طراحی شده‌اند نیز، ممکن است دارای تزریق‌گر خودکار باشند که برای تزریق دوز، نیازی به فشار دادن پیستون توسط کاربر ندارند.

### سوزن‌های قلم

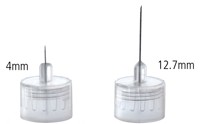
مقایسه اندازه سوزن‌های قلم ۴ میلی‌متر و ۱۲٫۷ میلی‌متر

تمام قلم‌های تزریقی به غیر از مواردی که برای یکبار مصرف طراحی شده‌اند، برای هر تزریق نیاز به استفاده از سوزن‌های قابل تعویض یکبار مصرف دارند. این سوزن‌ها دارای طول‌های مختلف هستند تا عمق‌های مختلفی از زیر پوست را پوشش دهند. سوزن‌های قلمی برای تزریق زیرجلدی دارو و به شکل یکبار مصرف طراحی شده‌اند و استفاده بیش از یک بار آن‌ها امکان‌پذیر نیست. به‌طور کلی، سوزن‌ها به گونه‌ای ساخته می‌شوند که با یک پوسته محافظ پلاستیکی بیرونی حفاظت شوند. این پوسته بیرونی توسط شخص مصرف‌کننده برای اتصال سوزن به قلم کاربرد دارد. پوسته پلاستیکی داخلی از خود سوزن محافظت می‌کند. دستورالعمل چگونگی اتصال صحیح و استفاده از سوزن به عهده پزشک معالج یا داروساز است تا از استفاده صحیح اطمینان حاصل نمایند.
امروزه، سوزن‌های قلمی در مقایسه با سوزن‌های معمولی مورد استفاده در ویال و سرنگ، کوتاه‌تر تولید می‌شوند که باعث کاهش درد در هنگام تزریق میگردد. این سوزن‌ها در طول‌ها و مقیاس‌های مختلف از جمله ۳٫۵ میلی‌متری، ۴ میلی‌متری، ۵ میلی‌متری و ۸ میلی‌متری و مقیاس ۳۱ تا ۳۴ وجود دارند. با گذشت زمان، نوک سوزن‌ها به شکل مورب طراحی شد که باعث کاهش نیروی لازم برای نفوذ به پوست می‌شود؛ در نتیجه درد ناشی از تزریق را کاهش می‌دهد و ممکن است مقبولیت تزریق به خود را افزایش دهد. بعلاوه، سوزن‌های قلمی برای تزریق با زاویه ۹۰ درجه نسبت به پوست طراحی شده‌اند؛ در حالی که سرنگ‌های معمولی برای تزریق با زاویه طراحی شده‌اند. سوزن‌های قلمی به‌طور کلی و برخلاف سرنگ‌های مورد استفاده پیشین، برای تزریق صحیح نیازی به نیشگون پوست ندارند. سوزن‌های قلمی باید بعد از هر بار استفاده، ترجیحاً در یک ظرف مخصوص نگهداری اجسام نوک تیز، به درستی دور ریخته شوند تا از صدمه ناشی از تماس تصادفی بعد از استفاده جلوگیری شود.

### مقایسه با سرنگ

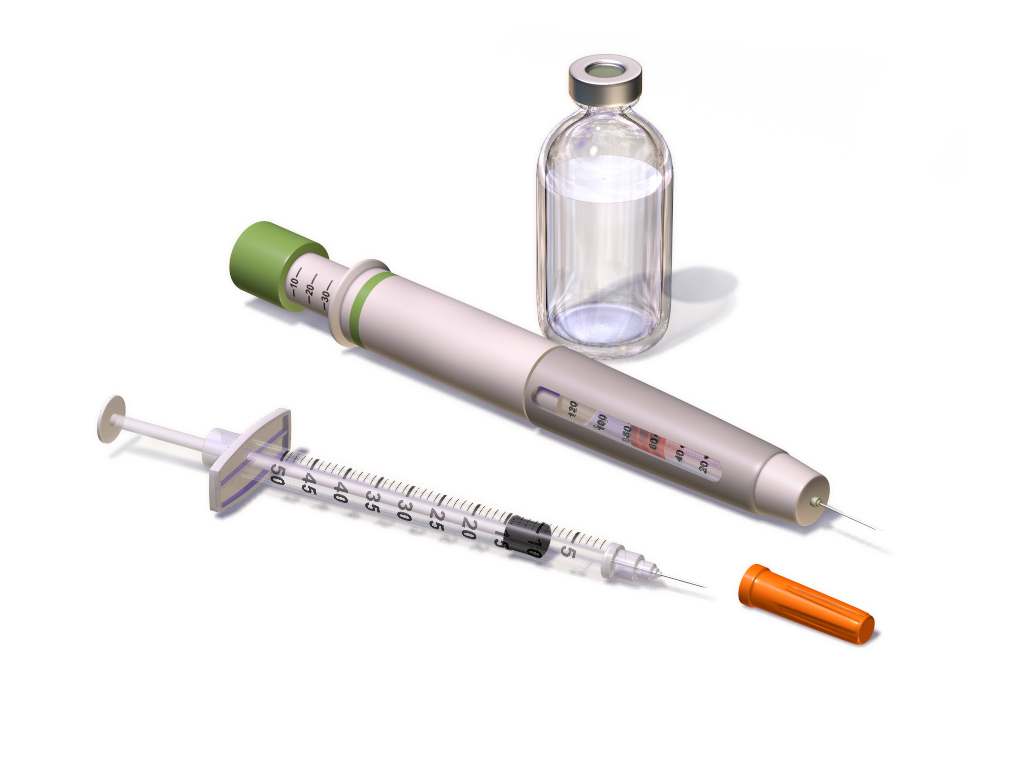
سرنگ انسولین استاندارد همراه با سوزن، از قلم تزریقی کوچک‌تر است.

قلم‌های تزریقی جایگزینی برای داروی تزریقی در ویال‌های حاوی مایع یا پودر هستند که به آن ماده حلال مانند آب استریل اضافه می‌شود. هنگامی که از ویال به عنوان وسیله ذخیره‌سازی دارو استفاده می‌شود، کاربر نهایی برای تزریق دوز مورد نیاز باید از سرنگ برای «کشیدن» یا خارج کردن دارو از ویال استفاده کند. پس از آن، باید یک سری اقدامات برای وارد کردن سوزن سرنگ در زیر پوست، و فشار دادن پیستون روی سرنگ برای تزریق دوز انجام دهد. این امر نیاز به مهارت لازم توسط کاربر دارد که ممکن است ترزیق دقیق یا کامل دوز مناسب داروها را دشوار کند. قلم‌های تزریقی با ایجاد امکان وارد کردن سوزن به پوست با زاویه ۹۰ درجه (از بین بردن نیاز به تزریق با زاویه مناسب که در سرنگ لازم است) و همچنین جایگزینی پیستون بلند سرنگ با یک دکمه ساده که برای تزریق دوز مورد نیاز فشرده و نگه داشته می‌شود، پیچیدگی‌های تزریق با سرنگ را برطرف کرده‌اند.

## استفاده
هدف اصلی قلم‌های تزریقی ، افزایش پایبندی بیماران تزریقی با آسان‌ و راحت‌تر کردن تزریق است. این امر به ویژه در مورد داروهای تزریقی با توجه به کار اضافی مرتبط با فرایند تزریق و همچنین انزجار احتمالی نسبت به داروهای خود تزریق شونده، مسئله‌ساز است.
قلم‌های تزریقی با آسان‌تر کردن مصرف داروهای خود تزریق‌شونده و همچنین قابلیت حمل، پایبندی بیمار را افزایش می‌دهند. افزون بر این، استفاده از قلم‌های تزریقی نسبت به ویال و سرنگ راحت‌تر است؛ در نتیجه استفاده از آن در افرادی با مهارت پایین، اختلال شناختی یا بینایی کم، یا افرادی که نگران استفاده صحیح از ویال و سرنگ هستند، می‌تواند مفید باشد. برای داروهایی که در همه افراد از دوز استاندارد پیروی نمی‌کنند، قلم‌های تزریقی ممکن است به گونه‌ای طراحی شوند که تجویز دوز دقیق‌تر را با سهولت و دقت بیشتری امکان‌پذیر کنند؛ در حالی که در ویال و سرنگ باید دوز صحیح مورد نیاز تهیه شود. برخی از افراد نسبت به تزریق دارو در یک محیط عمومی (مثلا در محیط رستوران) احساس واهمه یا سرافکندگی دارند. استفاده از قلم تزریقی، این احساس ناخوشایند را در این افراد از بین می برد.
قلم‌های تزریقیِ ترکیبی، که شامل چندین دارو در یک قلم است، به منظور کاهش تعداد تزریقاتی که فرد باید برای تجویز داروهای خود استفاده کند، طراحی شده‌اند. کاهش تعداد تزریقات مورد نیاز می‌تواند خطر عدم پایبندی بیمار به مصرف دوز توصیه‌شده را به دلایلی همچون فراموشی یا عدم تمایل به تزریق داروی خودتزریق‌شونده کاهش دهد.

## دسترسی

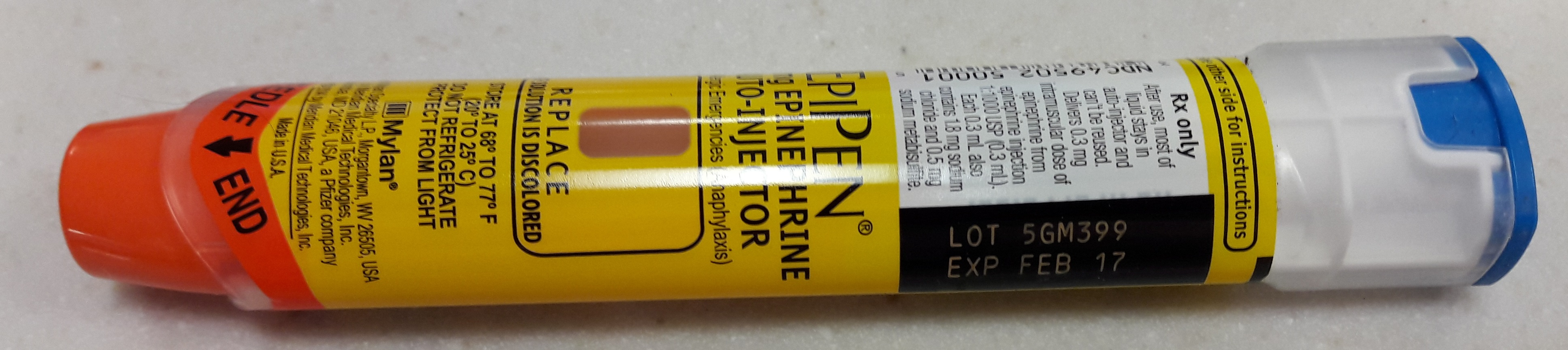
قلم تزریقی اپی‌نفرین برای تزریق عضلانی

بسیاری از آنالوگ‌های انسولین و آگونیست گیرنده پپتید شبه گلوکاگون ۱ (GLP-1) که برای درمان دیابت استفاده می‌شوند، به‌شکل قلم‌های تزریقی در دسترس‌اند. همانند ویال‌های انسولین، برخی از قلم‌های انسولین با غلظت‌های بیشتری از جمله U-300 ،U-200 و U-500 ساخته می‌شوند. محصولات انسولینی با غلظت‌های مختلف ممکن است خواص فارماکوکینتیک مشابه نداشته باشند. غلظت‌های بالاتر برای کاهش حجم تزریق استفاده می‌شوند و اجازه می‌دهند همان دوز انسولین با نیروی کمتری تزریق شود. در بعضی موارد، این داروها ممکن است در یک قلم ترکیب شوند تا به شکل روزانه تجویز شوند؛ به عنوان مثال، می‌توان به انسولین دگلودک با لیراگلوتاید و انسولین گلارژین با لیکسیسناتید اشاره کرد. محصولات ترکیبی در نسبت‌های دوز ثابت موجود هستند و به‌طور کلی بر اساس واحدهای انسولین مصرف می‌شوند که مقدار مناسبی از آگونیست GLP-1 را نیز تجویز خواهند کرد.
پادتن‌های مونوکلونال، دسته دیگری از داروها هستند که به‌طور معمول به شکل قلم تزریقی در دسترس‌اند. با توجه به اندازه مولکولی پادتن‌های مونوکلونال، باید از طریق تزریق تجویز شوند. نمونه‌هایی از پادتن‌های مونوکلونال موجود در بازار یا به صورت مطالعاتی که به شکل قلم تزریقی تولید می‌شوند، عبارتند از آدالیمومب، سکییوکرومب و آلیروکوماب. آنتاگونیست گیرنده پپتید مرتبط با ژن کلسی‌تونین (آنتاگونیست CGRP) که پادتن‌های مونوکلونال هستند و برای پیشگیری از میگرن استفاده می‌شوند نیز، به شکل قلم‌های تزریقی موجود هستند. پادتن‌های مونوکلونال دیگر که برای مصارف خانگی طراحی شده‌اند نیز، ممکن است به شکل قلم‌های تزریقی تولید شوند.
برخی از داروها به شکل قلم‌های تزریقی فرموله می‌شوند تا شروع اثربخشی دارو را تسریع کنند؛ همچون اپی‌نفرین که وقتی برای درمان آنافیلاکسی استفاده می‌شود، باید در اسرع وقت اثرات خود را نشان دهد. بر خلاف اکثر قلم‌های تزریقی دیگر، قلم‌های تزریقی اپی‌نفرین به منظور تزریق به شکل عضلانی طراحی شده‌اند. داروی دیگری که برای اطمینان از شروع سریع اثر آن به شکل قلم تزریقی فرموله شده، گلوکاگون است. این دارو برای درمان هیپوگلیسمی استفاده می‌شود. سایر داروهایی نیز که به‌طور معمول خوراکی هستند ، وقتی به شکل قلم تزریقی در دسترس میباشند یا برای استفاده به این شکل مورد مطالعه قرار گرفته‌اند که خواص متفاوت  فارماکوکینتیکی آنها هنگام استفاده از طریق تزریق اهمیت دارد یا برای کسانی که نمی‌توانند داروهای خوراکی مصرف کنند. این موارد شامل داروهایی چون متوترکسات  برای آرتریت ایدیوپاتیک نوجوانان و سوماتریپتان  برای میگرن است.

## میزان تاثیر
بیشتر قلم‌های تزریقی برای تزریق زیرجلدی به شکل سطحی طراحی شده‌اند اما برخی از آن‌ها نیز برای تزریق به صورت عضلانی طراحی می‌شوند. محل تزریق مورد نظر و مشخصات پوست در محل تزریق مشخص می‌کند که چه طول سوزنی برای استفاده فرد مناسب است. برای محصولات دارای سوزن‌های ثابت، مانند قلم‌های اپی‌نفرین، نام‌های تجاری مختلف ممکن است دارای طول سوزن‌های مختلف باشند که باید این موضوع در نظر گرفته شوند.
مطالعات متعدد نشان داده‌است که بسیاری از افراد استفاده از قلم‌های تزریقی را به سایر اشکال داروهای تزریقی مانند ویال و سرنگ ترجیح می‌دهند. همچنین، مشخص شده‌است که به‌طور کلی قلم‌های تزریقی از نظر درمانی حداقل به اندازه سایر روش‌های تزریق مؤثرند. یک مطالعه در مورد قلم‌های تزریقی برای انسولین نشان داد که شانس ادامه درمان با انسولین حداقل ۱۲ ماه در درمان با قلم انسولین بیشتر از ویال و سرنگ است. همان مطالعه نشان داد که افزایش پیگیری درمان با قلم‌های تزریقی، منجر به افزایش هزینه‌های کوتاه مدت داروخانه‌ای (به عنوان مثال برای قلم‌ها/سوزن‌ها) می‌شود اما در نهایت باعث کاهش کلی هزینه مراقبت‌های بهداشتی مربوط به دیابت می‌شود. همچنین، مشخص شده‌ که قلم‌های انسولین باعت بهبود کیفیت زندگی نسبت به روش‌های تزریق سنتی می‌شوند. طی یک بررسی نظام‌مند در سال ۲۰۱۱ که اولویت قلم‌های انسولین را نسبت به مصرف ویال و سرنگ بررسی کرد، مشخص شد که تقریباً در همه مطالعات و بررسی‌ها، اکثر مردم قلم انسولین را ترجیح می‌دهند.
اثر بخشی قلم تزریقی می‌تواند به تکنیک تزریق نیز بستگی داشته باشد. پس از فشردن کامل دکمه پیستون برای فعال کردن قلم، باید حدود ۱۰ ثانیه به نگه داشتن دکمه ادامه داد تا قبل از خارج کردن سوزن قلم از پوست و در نهایت آزاد شدن دکمه، از دوز مصرفی آن اطمینان حاصل شود. عدم رعایت دستورالعمل استفاده از قلم‌های تزریقی ممکن است منجر به نشت دارو و دریافت دوز کمتری نسبت به آنچه در نظر گرفته شده‌است، شود. یکی دیگر از مشکلات تجویز که ممکن است اثربخشی قلم تزریقی را تحت تأثیر قرار دهد، لیپوهیپرتروفی بافت زیرپوستی در نزدیکی محل تزریق است. به همین دلیل، توصیه می‌شود برای هر بار تزریق، محل تزریق به صورت چرخشی عوض شود.